# L'Âge de diamant
Pour les articles homonymes, voir Diamant.
L'Âge de diamant ou Le Manuel illustré d'éducation pour jeunes filles (titre original : The Diamond Age or, A Young Lady's Illustrated Primer) est un roman de science-fiction postcyberpunk de l'auteur américain Neal Stephenson paru en 1995.

## Présentation de l'œuvre
L'Âge de diamant est un roman de science-fiction qui s'apparente également au genre du roman d'apprentissage, en racontant l'évolution d'une jeune fille défavorisée qui vit dans un monde dont tous les aspects sont déterminés par les nanotechnologies. La thématique du roman exploite aussi bien des problèmes d'éducation ou de classes sociales que le tribalisme culturel, en passant par les possibles réponses sociétales à un monde en proie à de grands changements technologiques.
L'Âge de diamant est un roman en deux parties, divisé en de nombreux chapitres non numérotés dont les titres résument en quelques mots le contenu, à la manière de la littérature victorienne représentée par Charles Dickens au XIXe siècle. Le récit se caractérise par deux lignes narratives développées de manières égales et qui se croisent : l'éducation de Nell, une jeune fille des bas-fonds livrée à elle-même qui va grandir, grâce au « Manuel illustré d'éducation pour Jeunes Filles » que lui donne son frère après l'avoir volé, et la chute sociale de l'ingénieur néo-victorien John Percival Hackworth, auteur et développeur dudit manuel. Le roman développe dans la première perspective tout un univers de conte de fées aux vertus éducatives basé sur le principe antique du Fabula docet (l'éducation par la fable). Le récit explore à la fois les conséquences des nouvelles technologies sur les sociétés et les failles de communication interculturelles.

### Le titre du roman
Le titre, « L'Âge de diamant », est l'extension d'une périodisation archéologique qui se sert d'un matériau pour définir toute une période de l'histoire de l'humanité. Ainsi, les historiens distinguent l'âge de la pierre, l'âge du bronze et l'âge du fer. Des visionnaires de la technologie comme Eric Drexler et Ralph Merkle, tous deux cités à titre honorifique dans L'Âge de diamant, ont affirmé que si les nanotechnologies réussissaient à manipuler à volonté les atomes individuellement, il deviendrait possible de recréer des diamants à partir d'assemblages d'atomes de carbone. Ralph Merkle avait déclaré à ce propos : « Dans le diamant, un réseau dense de liaisons fortes crée un matériau dense, lumineux et dur. Exactement comme nous avons nommé les différents âges de l'humanité (l'âge de la pierre, l'âge de bronze et l'âge de l'acier) selon le matériau qu'étaient capables de façonner les hommes à ces différentes époques, nous pourrions appeler la nouvelle époque technologique dans laquelle nous entrons l'âge de diamant. » Dans le roman, avec la vision d'un avenir proche de notre monde, les nanotechnologies se sont développées jusqu'à ce point précis où la création de structures de diamant est devenue possible. Le diamant remplace d'ailleurs dans l'univers du roman tout ce qui était en verre à l'époque précédente.

### Situation dans l'œuvre de Neal Stephenson
L'Âge de diamant se situe dans le même univers romanesque que Le Samouraï virtuel, du même auteur, mais de nombreuses années plus tard. Ce parallèle peut être fait sur la base d'analogies entre Y.T., le personnage principal du Samouraï virtuel, et Miss Matheson, la vieille néo-Victorienne  de L'Âge de diamant. Ainsi, L'Âge de diamant se déroulerait 40 à 60 ans après les événements racontés dans Le Samouraï virtuel. L'Âge de diamant peut également être rapproché de deux autres nouvelles de l'auteur : The Great Simoleon Caper, qui décrit la Première République distribuée, et Excerpt from the Third and Last Volume of « Tribes of the Pacific Coast », qui partage quelques personnages avec le roman.

### Polémique sur la fin du roman
L'Âge de diamant est probablement l'exemple le plus cité par les critiques qui cherchent à dénigrer la manière dont Neal Stephenson termine ses romans. Certains critiques ont été déçus par la fin du récit, évoquant la tension grandissante tout au long du roman qui ne trouve finalement aucune conclusion satisfaisante. Tandis que le devenir de certains des personnages reste sans suite, le récit secondaire - qui raconte l'histoire de l'ingénieur John Percival Hackworth - semble prendre le pas sur celui de Nell, qui correspond moins à l'archétype du héros d'un roman de science-fiction. L'ambiguïté qui règne à ce sujet transparaît par exemple dans le titre de l'édition néerlandaise du roman, intitulée « L'Alchimiste », en référence au rôle crucial que joue John Percival Hackworth.

## Résumé

### L'Univers de l'Âge de diamant
Du point de vue géopolitique, le monde de L'Âge de diamant est divisé en « phyles » (également appelés « tribus ») qui correspondent à des regroupements communautaires non plus basés sur un quelconque droit du sol ou droit du sang, mais sur des affinités idéologiques et culturelles. Les trois phyles les plus importants sont les Chinois Hans (qui retrouvent les us et coutumes de la Chine ancestrale et confucéenne), les Néo-Victoriens (composés d'Anglo-Saxons, d'Indiens, d'Africains et de toute personne s'identifiant avec la culture néo-victorienne qui s'inspire de l'Angleterre du XIXe siècle sous la reine Victoria du Royaume-Uni) et les Nippons (qui correspondent au peuple japonais). Il existe d'autres phyles moins importants comme les Zoulous, les Hindoustanis, les Senderos (communistes incas ou coréens), les Boers (une communauté protestante d'origine hollandaise), les Uitlanders (une communauté de Britanniques ayant fui l'Afrique du Sud), etc. Après l'effondrement des États-Nations, phénomène causé par la disparition de leurs sources de revenus qu'étaient les impôts (devenus impossibles à lever dans un monde où les transactions financières ne sont plus traçables), les phyles ont renoncé à toute notion de territoire-nation pour privilégier la dissémination géographique. Les domaines géographiques associés à chaque phyle sont appelés « claves » et sont la plupart du temps délimités par une barrière nanotechnologique de surveillance. Les humains n'appartenant à aucun phyle particulier sont appelés « thètes » et ils vivent dans les « Territoires concédés » par les autres phyles.
Du point de vue technologique, le monde de L'Âge de diamant est entièrement déterminé par les nanotechnologies qui permettent de fabriquer aussi bien des vêtements que de la nourriture ou des moyens de transport. La population utilise des médiatrons pour visionner films et « ractifs ».  Comme les nanotechnologies permettent de manipuler la matière au niveau de l'atome, les micro-machines produites par ces technologies sont d'une taille tellement petite qu'elles peuvent se transmettre dans le sang humain et les autres fluides corporels. Les nanotechnologies peuvent également simuler une vie pensante, comme sur l'îlot artificiel créé spécialement pour la princesse Charlotte, la fille de la reine Victoria II, où évolue un monde onirique et féerique peuplé de faunes et de dinosaures. Les grandes entreprises multinationales du roman sont Machine-Phase Systems Limited (pour les biens de consommation) et Imperial Tectonics Limited (pour l'immobilier).

### Première partie du roman

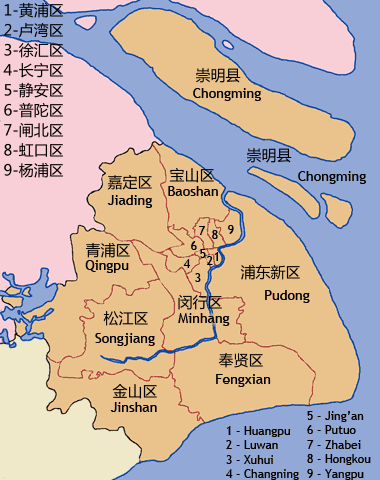
Shanghai aujourd'hui, avec ses différents districts, le décor principal du roman.

Au XXIe siècle, dans la Mer de Chine aux environs de Shanghai, John Percival Hackworth, du clave néo-victorien « Atlantis/Shanghai », un homme fort lettré et brillant ingénieur, rencontre Lord Alexander Finkle-McGraw qui lui confie une mission particulièrement délicate : créer un « Manuel illustré d'éducation pour Jeunes Filles » pour sa propre petite-fille Elizabeth Finkle-McGraw. Le riche aristocrate n'a en effet aucune confiance dans le système éducatif néo-victorien qui ne vise qu'à soumettre les jeunes gens aux règles du phyle, au détriment de leur propre réflexion. Le Manuel est donc conçu comme une combinaison interactive unique d'objectifs éducatifs, émotionnels et cognitifs, fabriqué à partir des nanotechnologies, et censé former une jeune fille épanouie, sûre d'elle-même, cultivée, polie, mais également indépendante et subversive.  
Alors que Hackworth tente de créer une copie illégale du Manuel pour sa propre fille, Fiona Hackworth, il se fait agresser par des jeunes délinquants qui lui volent son exemplaire. Mais au lieu de remettre le livre au commanditaire de l'agression, Harv, l'un des délinquants, le confie à sa sœur Nell pour la consoler des divers mauvais traitements infligés aux deux enfants par les nombreux petits-amis de sa mère, Tequila. Une fois ouvert, le Manuel intègre l'arrière-plan social et psychologique de Nell au schéma narratif et crée le personnage de la « Princesse Nell », prisonnière d'un imaginaire « Château noir ». La princesse féerique traverse de nombreux pays, affronte des situations périlleuses, accompagnée et conseillée par des personnages bigarrés qui sont les versions interactives de ses jouets préférés. Le Manuel est interactif, s'adapte à toutes les situations que rencontre Nell dans sa vie pour en faire des nouvelles ramifications du conte original et répond à ses questions. Les réponses sont toutes lues sur un prompteur par une ractrice, Miranda, qui peu à peu s'attache à Nell par le biais de l'histoire qu'elle lui raconte jour après jour. Un jour, le nouveau petit-ami de la mère de Nell agresse physiquement les deux enfants, si bien que Nell et son frère Harv doivent quitter le domicile familial, tandis que parallèlement la princesse du Manuel s'enfuit du Château noir.
Pendant ce temps, l'artifex Hackworth, qui a perdu l'exemplaire du manuel qu'il destinait à sa fille, fait l'objet d'une enquête du Juge Fang et de ses deux assistants, Miss Pao et Chang. Le juge confucéen rencontre également le mystérieux Dr X, un haut dignitaire chinois et riche Mandarin du Céleste Empire, impliqué dans d'obscures activités criminelles. À la suite de cette rencontre, le Juge Fang change d'allégeance et rejoint le Céleste Empire, écœuré par la corruption qui règne dans la République côtière de Chine et attiré par le renouveau des coutumes et de la culture de la Chine ancestrale, à l'instar de ce qu'on fait les néo-Victoriens pour la culture anglo-saxonne du XIXe siècle. Le Docteur X expose alors son projet au juge confucéen : recueillir les centaines de milliers de jeunes filles chinoises abandonnées par leurs parents à cause de la misère et les éduquer grâce à une copie adaptée du Manuel de John Percival Hackworth. Le Docteur X et le juge Fang tendent un piège à l'ingénieur néo-victorien à l'occasion d'un faux procès. Pour alléger sa peine et récupérer un exemplaire du Manuel pour sa fille, Hackworth livre aux Confucéens la clé d'encryptage des données contenues dans le Manuel et promet de les aider à adapter le Manuel à la culture chinoise confucéenne. Plus tard, Hackworth est accusé de haute trahison par Lord Finkle-McGraw et accepte de devenir un agent double au service des Néo-Victoriens et de participer à la course technologique qui s'est mise en place entre eux et les Confucéens. Les Néo-Victoriens craignent pour leur prédominance culturelle si jamais le Céleste Empire venait à mettre au point la « Graine », une nanotechnologie qui échapperait à tout contrôle issu d'un pouvoir centralisé. Parallèlement, Hackworth est chargé par le Juge Fang et le Docteur X de retrouver un personnage mystérieux appelé « l'Alchimiste » et doit se rendre aux États-Unis et au Canada.

### Seconde partie du roman
Après avoir quitté le domicile parental, Nell et Harv arrivent à « Dovetail », un clave d'artisans qui produisent des objets façonnés à la main de manière traditionnelle pour les vendre à de riches néo-Victoriens. Alors que Nell est autorisée à rester dans la communauté, Harv doit retourner dans les Territoires Concédés. Nell vit alors aux côtés de l'Agent Moore, un militaire célibataire à la retraite qui est devenu gardien du clave. Nell est bientôt admise dans une école néo-Victorienne renommée où elle côtoie Fiona Hackworth et Elizabeth Finkle-McGraw, les deux autres jeunes filles en possession d'une copie du Manuel. Plus elle grandit, plus le Manuel la confronte à des énigmes difficiles qu'elle s'emploie à résoudre par la réflexion. Ne supportant plus la discipline trop rigide de l'école néo-Victorienne, Nell quitte le clave pour rejoindre Pudong, dans la zone économique de Shanghai, où elle trouve un travail de scénariste auprès de Madame Ping, dans un bordel de luxe pour néo-Victoriens en quête de fantasmes érotiques sophistiqués. Autour d'elle, le mouvement du « Poing de la juste harmonie » organise des attentats contre les Alim et investit le bâtiment dans lequel travaille Nell.
Pendant ce temps, la vie de John Percival Hackworth a pris un tournant dramatique. Après son arrivée sur le continent Nord-Américain, il a été conduit à suivre les traces d'une secte mystérieuse, les Tambourinaires, qui vivent sous l'océan et dont le rituel consiste en des transes sexuelles collectives au cours desquelles des microéléments nanotechnologiques transportent de l'information dans les fluides corporels, créant un immense cerveau collectif aux capacités extraordinaires. Après dix années passées dans un état semi-comateux auprès des Tambourinaires à participer à d'interminables orgies collectives, John Percival Hackworth rentre chez lui au clave d'Atlantis/Shanghai. Entre-temps, sa femme a obtenu le divorce et sa fille a quitté l'école néo-Victorienne. Ne pouvant plus renouer avec sa vie antérieure, l'ingénieur déchu reprend sa quête de l'Alchimiste, accompagné cette fois de sa fille Fiona. Après une rencontre étrange avec une compagnie de théâtre dénommée « Dramatis personae », l'ingénieur comprend qu'il est lui-même l'Alchimiste qu'il cherche depuis si longtemps, l'homme qui peut créer la Graine que réclament les Confucéens. 
À la fin du roman, au sommet de la rébellion des Poings de la juste harmonie, les jeunes filles Han éduquées par les copies du Manuel de Nell viennent sauver Nell des griffes de la secte terroriste et la proclament reine, créant de facto un nouveau phyle. Forte de sa victoire et de sa conscience accrue de sa destinée, Nell souhaite désormais retrouver Miranda, la voix affectueuse et compréhensive qui l'a accompagnée pendant toute son enfance par le biais du Manuel. Après une enquête qu'elle mène conjointement avec l'imprésario et racteur Carl Hollywood, elle retrouve Miranda dans les tunnels sous-marins des Tambourinaires et la sauve d'une ultime orgie collective qui lui aurait été sinon fatale.

## Personnages principaux du roman
Les personnages principaux sont classés par ordre alphabétique.
- Bud, un thête (individu sans appartenance tribale) criminel habillé de cuir noir, petit-ami de Téquila et père de Harv et Nell. Il dispose d'augmentations de corps cybernétiques (dont un pistolet crânien connecté au cerveau). Il est trafiquant de drogue, et extorque de l'argent aux touristes. Il est condamné par le Juge Fang et exécuté pour avoir agressé et blessé un membre du phyle Ashanti des Néo-Victoriens ;
- Chang, assistant du juge Fang ;
- Juge Fang, juge confucéen qui condamne Bud et devient un personnage important dans la vie de Nell. Ce personnage est une allusion au célèbre Juge Ti de Robert van Gulik ;
- Lord Alexander Chung-Sik Finkle-McGraw, influent néo-Victorien qui commande à l'ingénieur Hackworth le « Manuel illustré d'éducation pour Jeunes Filles » ;
- Elizabeth Finkle-McGraw, néo-Victorienne, petite-fille de Lord Finkle-McGraw ;
- Fiona Hackworth, néo-Victorienne, fille de John Percival Hackworth ;
- Gwendolyn Hackworth, néo-Victorienne, épouse de John Percival Hackworth ;
- John Percival Hackworth, néo-Victorien, ingénieur de la Commande, second personnage principal du roman, inventeur et développeur du « Manuel illustré d'éducation pour Jeunes Filles » grâce aux nanotechnologies. Il crée une copie illicite du Manuel pour sa propre fille, mais la copie lui est volée par Harv qui la donne à sa sœur Nell ;
- Harv (abréviation de Harvard), frère de Nell, petit délinquant à la dérive qui prend soin de sa sœur en éloignant les petits-amis de sa mère mal intentionnés ;
- Carl Hollywood, racteur (acteur dans des productions interactives) et artiste, ami et directeur de Miranda, qui souhaite entrer chez les néo-Victoriens ;
- Mme Hull, gouvernante de la famille Hackworth ;
- Miss Matheson, directrice de l'école néo-victorienne que fréquentent Nell, Fiona Hackworth et Elizabeth Finkle-McGraw ;
- Colonel Arthur Hornsby Moore, militaire à la retraite qui recueille Nell ;
- Nell (abréviation de Nellodee), personnage principal du roman, petite fille des bas-fonds des Territoires Concédés appartenant à une classe sociale défavorisée. Grâce au livre que lui donne son frère, elle va devenir une femme indépendante qui dirigera son propre phyle ;
- Commandant Napier, officier des Services de renseignements néo-victoriens ;
- Miss Pao, assistante du juge Fang ;
- Mme Ping, directrice d'un bordel de Shanghai ;
- Miranda Redpath, ractrice (actrice pour films interactifs) qui prête sa voix au Livre de Nell. Par son implication dans l'histoire du Livre, elle s'attache à Nell et joue le rôle de mère de substitution ;
- Miss Stricken, responsable de la discipline et de l'étiquette néo-victorienne à l'école de Miss Matheson ;
- Tequila, mère de Harv et de Nell, souvent absente, elle s'occupe peu de ses enfants et ramène de nombreux petits-amis à son domicile. Ces petits-amis sont se comportent souvent de manière brutale avec ses enfants ;
- Dr X., personnage mystérieux qui oscille entre le hacker spécialiste de technologies illicites et un leader charismatique et puissant.

## Commentaires

### Thèmes principaux
L'Âge de diamant aborde et exploite les thèmes suivants :
- la prépondérance des communautés culturelles sur les affiliations raciales, même si les communautés culturelles sont elles-mêmes hiérarchisées ;
- la prépondérance de l'éducation sur l'ascendance biologique et familiale ;
- la notion littéraire de Bildungsroman qui propose l'évolution d'un personnage central sur plusieurs années ;
- la forme de cryptographie littéraire et psychologique que représentent les contes de fées à fins éducatives ;
- le contraste entre les points de vue néo-victoriens et confucéens, leurs approches contrastées des nouvelles technologies et de l'intelligence artificielle ;
- la disparition des États-Nations et l'avènement de communautés culturelles sans regroupement géographique ;
- l'émergence d'une conscience collective (conscience de « ruche » dans le vocabulaire de Neal Stephenson) comme expression d'une intelligence distribuée qui utilise les cerveaux humains comme modules de calcul et les fait communiquer par des messagers nanotechnologiques transmis par les fluides corporels (cf. la secte des Tambourinaires) ;
- l'histoire politique et culturelle de la Chine, avec un rappel insistant de la révolte des Boxers. Le mouvement révolutionnaire du roman dénommé « Le Poing de la juste harmonie » s'inspire directement du nom chinois de la société secrète à l'origine de cette guerre des Boxers : « Yi he quan » (poings de la justice et de la concorde).